# Deutsche Cadre-71/2-Meisterschaft 1988/89

Veranstaltungsort: Duisburg

Die Deutsche Cadre-71/2-Meisterschaft 1988/89 ist eine Billard-Turnierserie und fand vom 4. bis zum 5. März 1989 in Duisburg zum 40. Mal statt.

## Geschichte
Der Münchner Wolfgang Zenkner gewann in Duisburg seinen dritten deutschen Titel im Cadre 71/2. Nur in der Gruppenphase leistete er sich eine 68:150-Niederlage in acht Aufnahmen gegen Lokalmatador Dieter Wirtz. In der Endabrechnung wurde Wirtz dann auch Zweiter. Überraschend belegte der Elversberger Klaus Bosel den dritten Platz. Die beiden Endspielgegner aus dem Vorjahr Thomas Wildförster und Fabian Blondeel scheiterten bereits in der Gruppenphase, so wie auch das 18-jährige Supertalent Martin Horn.

## Modus
Gespielt wurden drei Vorrundengruppen bis 150 Punkte oder 10 Aufnahmen. Die drei Gruppensieger und der beste Zweite spielten im K.-o.-System bis 250 Punkte den Sieger aus.
Die Endplatzierung ergab sich aus folgenden Kriterien:
1. Matchpunkte
2. Generaldurchschnitt (GD)
3. Bester Einzeldurchschnitt (BED)
4. Höchstserie (HS)

## Teilnehmer (alphabetisch)
1. Thomas Wildförster (BF Horster-Eck Essen 1959) (Titelverteidiger)
2. Fabian Blondeel (DBC Bochum)
3. Klaus Bosel (BC 1921 Elversberg)
4. Martin Horn (BSV Velbert)
5. Wolfgang Matz (BC Feldmark 34 Gelsenkirchen)
6. Volker Simanowski (BSV Velbert)
7. Dieter Wirtz (BSV Duisburg-Hochfeld 74)
8. Wolfgang Zenkner (BSV München)

## Turnierverlauf

### Gruppenphase
| MP    | Match Points (Sieger = 2; Unentschieden = 1; Verlierer = 0) |
| Pkte. | Erzielte Karambolagen                                       |
| Aufn. | Benötigte Versuche                                          |
| GD    | Generaldurchschnitt                                         |
| BED   | Bester Einzeldurchschnitt eines Spielers                    |
| HS    | Höchstserie                                                 |
|       | Bester GD des Turniers                                      |
|       | Bester ED des Turniers                                      |
|       | Beste HS des Turniers                                       |
|       | 1. Platz (Gold)                                             |
|       | 2. Platz (Silber)                                           |
|       | 3. Platz (Bronze)                                           |

| Platz                      | Name            | MP  | Pkte. | Aufn. | GD    | BED   | HS  |
| -------------------------- | --------------- | --- | ----- | ----- | ----- | ----- | --- |
| 1                          | Wolfgang Matz   | 4:2 | 358   | 19    | 18,84 | 16,66 | ?   |
| 2                          | Klaus Bosel     | 4:2 | 393   | 21    | 18,71 | 21,42 | 102 |
| 3                          | Th. Wildförster | 2:4 | 300   | 22    | 13,63 | 30,00 | 65  |
| 4                          | V. Simanowski   | 0:6 | 251   | 24    | 10,45 | 13,70 | 58  |
| Gruppendurchschnitt: 15,13 |                 |     |       |       |       |       |     |

| Platz                      | Name             | MP  | Pkte. | Aufn. | GD    | BED    | HS  |
| -------------------------- | ---------------- | --- | ----- | ----- | ----- | ------ | --- |
| 1                          | Dieter Wirtz     | 6:0 | 450   | 19    | 23,68 | 37,50  | ?   |
| 2                          | Wolfgang Zenkner | 4:2 | 368   | 12    | 30,66 | 150,00 | 150 |
| 3                          | Fabian Blondeel  | 2:4 | 369   | 11    | 33,54 | 50,00  | 109 |
| 4                          | Martin Horn      | 0:6 | 139   | 10    | 13,90 | –      | 46  |
| Gruppendurchschnitt: 25,50 |                  |     |       |       |       |        |     |

### Finalrunde
| Halbfinale       |     |           |    |       |       |     |
| Wolfgang Matz    | 0:2 | 216       | 8  | 27,00 | –     | 72  |
| Wolfgang Zenkner | 2:0 | 250       | 8  | 31,25 | 31,25 | 174 |
| Dieter Wirtz     | 2:0 | 250       | 15 | 16,66 | 16,66 | 45  |
| Klaus Bosel      | 0:2 | 188       | 15 | 12,53 | –     | 87  |
| Spiel um Platz 3 |     |           |    |       |       |     |
| Wolfgang Matz    | 0:2 | 250(25/0) | 16 | 15,62 | 15,62 | 46  |
| Klaus Bosel      | 2:0 | 250(25/6) | 17 | 15,62 | 15,62 | 70  |
| Finale           |     |           |    |       |       |     |
| Wolfgang Zenkner | 2:0 | 250       | 3  | 83,33 | 83,33 | 120 |
| Dieter Wirtz     | 0:2 | 186       | 3  | 62,00 | –     | 89  |

### Abschlusstabelle
| MP    | Match Points (Sieger = 2; Unentschieden = 1; Verlierer = 0) |
| Pkte. | Erzielte Karambolagen                                       |
| Aufn. | Benötigte Versuche                                          |
| GD    | Generaldurchschnitt                                         |
| BED   | Bester Einzeldurchschnitt eines Spielers                    |
| HS    | Höchstserie                                                 |
|       | Bester GD des Turniers                                      |
|       | Bester ED des Turniers                                      |
|       | Beste HS des Turniers                                       |
|       | 1. Platz (Gold)                                             |
|       | 2. Platz (Silber)                                           |
|       | 3. Platz (Bronze)                                           |

| Klassement                 | Klassement         | Klassement | Klassement | Klassement | Klassement | Klassement | Klassement | Klassement |
| Platz                      | Name               | MP         | Pkte.      | Aufn.      | GD         | BED        | HS         |            |
| -------------------------- | ------------------ | ---------- | ---------- | ---------- | ---------- | ---------- | ---------- | ---------- |
| 1                          | Wolfgang Zenkner   | 8:2        | 868        | 23         | 37,73      | 150,00     | 174        |            |
| 2                          | Dieter Wirtz       | 8:2        | 886        | 37         | 23,94      | 37,50      | 89         |            |
| 3                          | Klaus Bosel        | 6:4        | 831        | 52         | 15,98      | 21,42      | 102        |            |
| 4                          | Wolfgang Matz      | 4:6        | 824        | 43         | 19,16      | 30,00      | 72         |            |
| 5                          | Fabian Blondeel    | 2:4        | 369        | 11         | 33,54      | 50,00      | 109        |            |
| 6                          | Thomas Wildförster | 2:4        | 300        | 22         | 13,63      | 30,00      | 65         |            |
| 7                          | Volker Simanowski  | 2:4        | 251        | 24         | 10,45      | 13,70      | 58         |            |
| 8                          | Martin Horn        | 0:6        | 139        | 10         | 13,90      | –          | 46         |            |
| Turnierdurchschnitt: 20,12 |                    |            |            |            |            |            |            |            |